# Etbarnspolitikken
Etbarnspolitikken var en politik i Kina, der via lovgivning forsøgte at bremse befolkningstilvæksten.
Kina indførte politikken i 1979 for at imødegå problemet med overbefolkning i Kina. Politikken er kontroversiel inden for og uden for Kina, både på grund af de menneskerettighedsspørgsmål den stiller, og på grund af bekymring for at den vil give økonomiske og sociale problemer i fremtiden.
Etbarnspolitikken tilskyndte par til kun at få et barn. Begrænsningen blev håndhævet strengt i byområder, men der var regionale forskelle. I landområder havde et par normalt lov til at få to børn, hvis det første var en pige eller var handicappet.
Det blev i 2008 af nogle toppolitikere i Kina foreslået at ændre på politikken. I 2013 blev loven ændret, så et par kan få 2 børn, så længe den ene af parret er enebarn. I 2015 blev etbarnspolitikken ophævet, til at alle par kunne få to børn.